# Mare de Déu del Roser de Toloriu
Mare de Déu del Roser de Toloriu és una obra del municipi del Pont de Bar (Alt Urgell) protegida com a bé cultural d'interès local.

## Descripció
La capella del Roser de Toloriu es troba al nord d'aquesta població del municipi de Pont de Bar. Situada als afores de la població, està separada uns cinquanta metres de les darreres cases del poble.
Església és d'una sola nau, capçada a nord per un absis semicircular adossat a la nau sense solució de continuïtat. El tram absidial és cobert per una volta de canó força deformada i està sobreelevat amb relació a la nau, a la qual s'obre a través d'un arc de mig punt. La nau, coberta amb entramat de fusta de doble vessant, presenta una banqueta correguda d'obra adossada al mur.
Sobre els murs laterals de l'església s'obren dues finestres quadrades, igual que les que flanquegen la porta d'accés al temple, situada a la façana meridional. Aquesta porta d'accés és centrada amb relació a l'eix de simetria de la façana i és adovellada, en arc de mig punt. En la vertical de la porta, hi ha un gran plafó quadrangular de granit incrustat amb una inscripció gravada:
AVE M+ARIA
PETRVS CAVA
RECTOR ME
FECIT ANY
+1645+
Culmina la façana un petit campanar d'espadanya d'un sol ull. La coberta és de teula a doble vessant. Els paraments externs del temple estan fets a base de carreuons irregulars, toscament desbastats, que són substituïts per carreus de més grans dimensions i més ben treballats a les cantonades i a les obertures del temple.
La coberta de fusta de la nau és un entramat de bigues i llistons que configuren un enteixinat de fusta policromada. Està construït per una llarga biga mestra central, a cada vessant de la qual hi trobem onze bigues travesseres disposades de forma perpendicular a la biga mestra, les quals reposen sobre una biga lateral que sobresurt dels murs de l'edifici. Entre aquestes bigues travesseres hi ha una sèrie de vuit llistons, quatre a cada vessant, que divideixen l'espai en cassetons, i que aporten un interessant efecte geomètric i simètric al temple.
La biga mestra central és motllurada, policromada i presenta inscripcions en tota la seva superfície. Als costats hi llegim l'oració de l'Ave Maria, que comença a la cara de llevant i acaba a la de ponent, i a la cara inferior una inscripció similar a la del plafó de la façana sud:
PETRUS: CAVA :RECTOR : MAE : FECIT : ANY : 1645
Les bigues travesseres també estan motllurades i policromades. Presenten motius geomètrics d'ones amb perlats, actualment molt desgastats. Els cassetons del sostre són de fusta nova arran d'una restauració. Probablement estarien policromats en origen, però en tot cas s'ha perdut aquesta policromia.
Sobre les dues bigues laterals i sobre la biga central coronella trobem quatre sèries de deu plafons rectangulars decorats amb una seqüència polícroma molt interessant, amb temes vegetals, animals, de costums, religiosos i, possiblement, commemoratius. Dins d'aquest darrer apartat, destaquen una sèrie de plafons de notable interès històric, que representen una mena de duel amb pistoles entre dos bandolers o un galeó navegant per alta mar.
Certes interpretacions vinculen aquest programa decoratiu o, si més no, determinats plafons, a la llegenda local sobre la participació d'un baró de Toloriu en l'expedició d'Hernan Cortés a Mèxic l'any 1519, i el seu suposat matrimoni amb una filla de Moctezuma

## Història
El lloc de Toloriu apareix documentat per primer cop en un testament de l'any 1025. Amb tot, les mencions a Toloriu són més aviat fugisseres en al llarg de l'edat mitjana. En les visites dels delegats de l'arquebisbe de Tarragona entre 1314 i 1314 per aquesta zona no hi consten les esglésies de Toloriu.
A la documentació de l'edat moderna si que apareix l'església de Sant Jaume de Toloriu, que consta com a sufragània de Sant Esteve de Bar. Aquesta església, situada al centre del poble i recentment restaurada, és un temple aixecat entre els segles xvii o XVIII, una època en què es construïren i es reformaren molts temples en tota la zona. Aquest esdevindria el principal referent religiós de la població de Toloriu.
La capella del Roser, construïda als afores de la població l'any 1645, segons la data que figura a l'entrada del temple, fou executada per iniciativa del rector de Sant Esteve de Bar, Pere Cava. La devoció del Roser, impulsada en gran manera pels frares dominics a partir del segle xv, experimenta un notable desenvolupament al bisbat d'Urgell, particularment durant els segles xvi i xvii, que es manifesta en la construcció de nombroses capelles i altars dedicats a la Mare de Déu del Roser, unes vegades incorporades a l'interior de temples preexistents i altres en edificis de nova planta, com és el cas de la capella del Roser de Toloriu.
L'any 1936 l'església de Sant Jaume de Toloriu fou saquejada i, poc després s'ensorrà la volta i la coberta. Un cop acabada la Guerra Civil, el culte es va traslladar a la capella del Roser i l'església de Sant Jaume es va abandonar. Actualment, la capella del Roser de Toloriu és supeditada al rector de la parròquia d'Estamariu, per bé que és adscrita conjuntament amb l'antiga parroquial de Sant Esteve de Bar, a l'arxiprestat de la Batllia-Baridà.